# Sevim Dağdelen

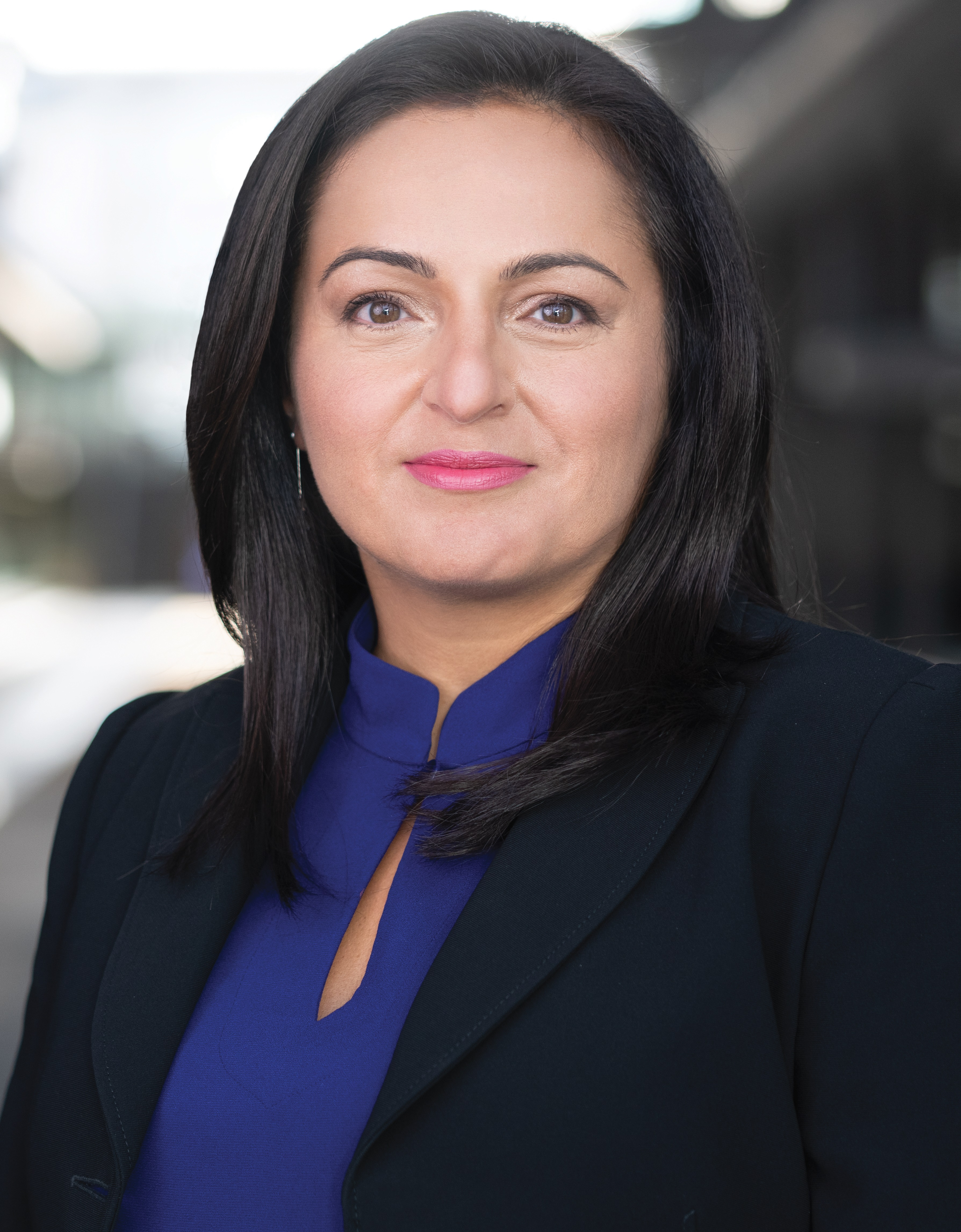
Sevim Dağdelen (2021)

Sevim Dağdelen [ˈsevim ˈdaːdɛlɛn] (* 4. September 1975 in Duisburg) ist eine deutsche Politikerin (BSW, zuvor Die Linke). Sie war von 2005 bis 2025 Mitglied des Deutschen Bundestages.

## Herkunft und Studium
Dağdelen wuchs mit fünf Geschwistern in Duisburg-Bruckhausen auf. Ihr türkischer Vater und ihre kurdische Mutter waren als Gastarbeiter aus der Türkei nach Duisburg gekommen. Der Vater war als Schichtarbeiter bei Thyssen-Krupp beschäftigt, die Mutter kümmerte sich zu Hause um die Kinder. Beide Eltern waren Aleviten.
Im Jahr 1997 absolvierte Dağdelen das Abitur an einer Duisburger Gesamtschule. Von 1998 bis 2001 studierte sie Rechtswissenschaft an der Philipps-Universität Marburg. Anschließend absolvierte sie ein akademisches Jahr an der juristischen Fakultät der University of Adelaide. Von 2002 bis 2006 setzte sie das Studium an der Universität zu Köln fort. Sie schloss das Studium nicht ab.

## Frühes Engagement
Von 1993 bis 2001 war Dağdelen Mitglied der Bundesjugendkommission der Jugendorganisation der Föderation Demokratischer Arbeitervereine (DIDF). Von 1996 bis 1998 gehörte sie dem Vorstand der Landesschülervertretung Nordrhein-Westfalen und dem Bundesausschuss der Bundesschülervertretung an. Im Jahre 2005 zählte Dağdelen zu den Mitbegründern des Bundesverbandes der Migrantinnen in Deutschland.

## Bundestagsabgeordnete
Nach der Bundestagswahl 2005 zog Sevim Dağdelen erstmals in den Bundestag ein. Sie kandidierte 2005 direkt im Wahlkreis Krefeld II – Wesel II sowie 2009, 2013, 2017 und 2021 im Wahlkreis Bochum I und zog jedes Mal über die Landesliste Nordrhein-Westfalen der Partei Die Linke (bis 2007 Linkspartei.PDS) in den Bundestag ein. Im 19. Deutschen Bundestag war Dağdelen Obfrau im Auswärtigen Ausschuss. Zudem gehörte sie als stellvertretendes Mitglied dem Ausschuss für Inneres und Heimat, dem Ausschuss für Energie und Wirtschaft, sowie dem Verteidigungsausschuss an. Nach ihrer ersten Wahl ins Parlament wurde sie außerdem migrationspolitische und integrationspolitische Beauftragte der Fraktion, 2009 folgte die Position der Sprecherin für Internationale Beziehungen.
Von 2017 bis 2019 war sie stellvertretende Vorsitzende der Linksfraktion. Zuvor hatte die Fraktionsvorsitzende Sahra Wagenknecht, zu deren Vertrauten Dağdelen zählt, mit Rücktritt gedroht, falls Dağdelen nicht gewählt werde. Nach dem Rückzug von Wagenknecht 2019 kandidierte Dağdelen nicht wieder für den Posten der stellvertretenden Fraktionsvorsitzenden. Zudem war sie ab 2017 Sprecherin für Abrüstungspolitik.
Nach der Rede des israelischen Präsidenten Schimon Peres vor dem Bundestag am Tag des Gedenkens an die Opfer des Nationalsozialismus 2010 schloss sie sich, ebenso wie Sahra Wagenknecht und Christine Buchholz, nicht dem stehenden Applaus der übrigen Abgeordneten an. Das Verhalten der drei Abgeordneten wurde auch von Klaus Lederer und Michael Leutert vom reformorientierten Flügel der Partei scharf kritisiert.
2010 lehnte Dağdelen die Einladung des türkischen Premierministers Erdoğan zu einer Veranstaltung der türkischen Regierung nach Istanbul ab, die türkischstämmige Politiker in ihrer neuen Heimat zu mehr politischer Aktivität im Interesse der Türkei ermuntern sollte. Sie bezeichnete solche Versuche der Einflussnahme als „Nebenaußenpolitik“ des türkischen Staates und erklärte: „Daran möchte ich mich nicht beteiligen. Ich finde es bedauerlich und bedenklich, dass dies andere deutsche Politiker offenbar tun.“
2010 beteiligte sie sich bei Protesten gegen den Transport radioaktiver Abfälle in Niedersachsen an einem Aufruf zum Schottern. Nachdem der Bundestag die politische Immunität von Sevim Dağdelen aufgehoben hatte, wurde sie 2013 wegen „öffentlicher Aufforderung zu Straftaten“ zu einer Geldstrafe verurteilt.
Im September 2012 besuchte sie Julian Assange in der ecuadorianischen Botschaft in London.
Am 7. Juli 2014 wurde das Bochumer Wahlkreisbüro von Dağdelen mit einem roten Hakenkreuz beschmiert und mit weißen Farbbeuteln beworfen.
Am 29. Mai 2016 bekundete Sevim Dağdelen in der Sendung bei Anne Will ihre Unterstützung für die von Deutschland, den USA und der EU als Terrororganisation eingestufte PKK. Sie sagte, diese sei keine Terrororganisation, sondern eine „politische Organisation“. Dafür wurde sie von den anderen Diskussionsteilnehmern scharf kritisiert.
Noch vor deren offizieller Gründung erklärte Dağdelen im August 2018 in einem zusammen mit Marco Bülow und Antje Vollmer verfassten Gastkommentar für den Spiegel ihre Unterstützung für die Organisation Aufstehen.
2017 sorgte Dağdelen für einen Eklat im Bundestag, als sie während einer Rede die Fahne der syrischen Kurdenmiliz YPG zeigte.
Im Juli 2020 war sie gemeinsam mit Gregor Gysi zu Besuch bei Edward Snowden in Moskau.
Laut Spiegel ist Dağdelen die Bundestagsabgeordnete der 20. Legislaturperiode mit den meisten Fehlzeiten bei namentlichen Abstimmungen (Stand 1. April 2023).
Im Oktober 2023, mit der Vorstellung des Vereins BSW – Für Vernunft und Gerechtigkeit, trat Dağdelen mit neun weiteren Bundestagsabgeordneten aus der Linkspartei aus. Sie wurde im Januar 2024 Mitglied der neugegründeten Partei BSW, die aus dem Verein hervorging.
Im Juli 2024 demonstrierte sie auf einer eigens errichteten Bühne vor dem Weißen Haus in Washington gegen die NATO.

## Russlandpolitik und Positionen zum russischen Angriffskrieg in der Ukraine

### Positionen bis 2022
Während einer Debatte im Deutschen Bundestag am 20. Februar 2014 über die Eskalation der Gewalt in der Ukraine schrieb Dağdelen, die selbst an der Sitzung nicht teilnahm, auf Twitter: „Unerträglich diese verwelkten Grünen, die die Faschisten in der Ukraine verharmlosen, die antisemitische Übergriffe begehen. Ein Tabubruch!“ Die Grünen-Abgeordnete Britta Haßelmann verlas diesen Tweet und nannte ihn unerträglich.
2014 trat sie während der Krimkrise wiederholt bei Russia Today auf, gab ihrer Meinung Ausdruck, dass die Europäische Union, die Bundesregierung und die NATO „den Sturz des Janukowitsch-Regimes mit Hilfe von Faschisten in der Ukraine betrieben“ hätten, und wies Kritik am russischen Präsidenten zurück. Sie lehnte Sanktionen gegen Russland als Reaktion auf die Annexion der Krim ab.
Am 4. Juni 2014 zitierte Dağdelen in einer Bundestagsdebatte über die Krimkrise mit Bezug auf die Grünen-Fraktionschefin Katrin Göring-Eckardt, die geäußert hatte, dass die Gefahr durch Rechtsextremisten in der Ukraine nach ihren geringen Wahlergebnissen zu beurteilen sei, Bertolt Brecht: „Wer die Wahrheit nicht weiß, der ist bloß ein Dummkopf. Aber wer sie weiß und sie eine Lüge nennt, der ist ein Verbrecher!“. Sie sei „darüber wirklich schockiert, dass Sie [Göring-Eckardt] hier die Behauptung aufstellen, dass sich mit den geringen Stimmenzahlen für die Kandidaten der Swoboda oder des Rechten Sektors das Problem des Neofaschismus, das Problem des Antisemitismus in der Ukraine erledigt habe“, was Göring-Eckardt eine „absurde Unterstellung“ nannte. In einer gemeinsamen Erklärung distanzierten sich die Linken-Partei- und Fraktionsvorsitzenden Katja Kipping, Bernd Riexinger und Gregor Gysi von der Bezichtigung Göring-Eckardts durch Dağdelen, obgleich sie deren Kritik in der Sache für „legitim“ hielten. Dağdelen erklärte daraufhin ihre Verwunderung über die Partei- und Fraktionsspitze, da Heiner Geißler 1983 dasselbe Zitat benutzt habe, was folgenlos geblieben sei. Der Tagesspiegel titelte dazu: Keine Einsicht nach Entgleisung trotz des ungewöhnlichen Vorgangs einer Rüge durch die Parteivorsitzenden.
2017 forderte sie die Bundesregierung auf, wegen Sanktionsdrohungen dreier US-Senatoren gegen eine am Bau der Pipeline Nordstream 2 beteiligte deutsche Firma in Sassnitz den Weltsicherheitsrat anzurufen. Diese Drohungen seien „ein unverhohlener Akt der Aggression, der sich letztlich gegen die Bevölkerung in der Stadt Sassnitz und in Mecklenburg-Vorpommern richtet“. Es gehe den USA darum, eigenes Frackinggas zu verkaufen „und die Frontstellung zu Russland zu verschärfen“.
2020 bezweifelte sie in einer Fernsehdiskussion, dass Alexei Nawalny von einem russischen Geheimdienst vergiftet worden sei und warf in einer Rede Angela Merkel eine Eskalationspolitik vor. Auch westliche Geheimdienste hätten möglicherweise Zugang zum verwendeten Nervengift Nowitschok, man solle nicht spekulieren.

### Russischer Überfall auf die Ukraine 2022
Noch im Februar 2022 bestritt Dağdelen nach dem Truppenaufmarsch an den ukrainischen Grenzen den Ernst der Hinweise westlicher Geheimdienste auf den kurz bevorstehenden russischen Überfall auf die Ukraine 2022. Am 13. Februar äußerte sie in einem Interview, es finde ein „Informationskrieg“ statt; die „Lügengeschichten“ der USA erinnerten sie an die Situation 2003, als die USA den „mörderischen Irak-Krieg“ initiierten. Am 18. Februar 2022 trat Dağdelen bei einer Demonstration mit dem Motto „Sicherheit für Russland ist Sicherheit für unser Land“ in Berlin auf, wo sie den deutschen Medien vorwarf, die „Lügenmärchen des US-Geheimdienstes“ zu verbreiten. Der Truppenaufmarsch diene dazu, eine ukrainische Rückeroberung des Donbas oder der Krim zu verhindern. Wer solle denn den „Blödsinn glauben“, dass ein russischer Angriff bevorstehe, die USA betrieben „Kriegstreiberei“. Nicht Putin sei schuld an der Eskalation, sondern die Ukraine und die NATO.
Nach dem russischen Überfall gehörte Dağdelen zu den Mitunterzeichnern einer Erklärung, welche den Vereinigten Staaten eine maßgebliche Verantwortung für den russischen Angriff zuschreibt. Der außenpolitische Sprecher der Bundestagsfraktion der Linken Gregor Gysi zeigte sich angesichts des Briefs entsetzt über die „völlige Emotionslosigkeit hinsichtlich des Angriffskrieges, der Toten, der Verletzten und dem Leid“ und warf den unterschreibenden Parteifreunden vor, nur daran interessiert zu sein, ihre alte Ideologie, die allein darin bestünde den USA oder der Bundesregierung die Schuld zuzuweisen, in jeder Hinsicht zu retten. Der Ukraine werde durch die Ablehnung von Waffenlieferungen faktisch das Recht zur Selbstverteidigung abgesprochen. Dağdelen warf Gysi daraufhin Rufmord vor und dass es diesem darum gehe, ein „gigantisches Aufrüstungsprogramm“ durchzubringen. Sie spricht sich generell gegen Waffenlieferungen an die Ukraine aus, diese würden zu einer Eskalation und einer möglichen Kriegsbeteiligung Deutschlands führen. Auch Sanktionen seien abzulehnen und hätten keinen Einfluss auf Putin, das Ende der Pipeline Nordstream 2 würde nur Deutschland schaden.
Die vom Bundestag erklärte Bereitschaft zur Lieferung schwerer Waffen an die Ukraine nannte sie einen „faktische[n] Kriegseintritt“ der Ampel-Koalition und der CDU. Friedrich Merz plädiere für einen „Siegfrieden“ gegen Russland, gegen das ein „totaler Wirtschaftskrieg“ geführt werde; China werde in „neokolonialer Manier“ gedroht, westliche Sanktionen nicht zu unterlaufen. Die UN-Charta werde missachtet, die „Kriegskoalition droht offen. Ihre Sprache ist eine Sprache der Gewalt und der Drohungen.“ Der „neue deutsche Militarismus“ werde allerdings nicht von der Mehrheit der Bevölkerung gestützt, die Lieferungen schwerer Waffen ablehne und „für den Krieg“ auch nicht hungern oder frieren wolle. Diese Stimmung gelte „es auszubauen gegen den Kriegseintritt der Kriegskoalition“. Die Zeit hält fest, Dağdelen würde russische Kriegsverbrechen mit keinem Wort erwähnen. Ein Beitrag des Bayerischen Rundfunks zählte Dağdelen zu den „unbeweglichen“ Linken, bei denen die Gefahr bestehe, sich als Linke zu einer Querfront mit den Rechten zu verbinden.
Dağdelen behauptete, es habe zwischen der Ukraine und Russland bereits ein ausgehandeltes Dokument für einen Waffenstillstand gegeben, jedoch habe der britische Premierminister Boris Johnson dieses dann auf seiner Reise nach Kiew abgelehnt und gesagt: „Wir wollen bis zum letzten Ukrainer hier kämpfen.“ Sie finde „das wirklich zynisch, hier bis zum letzten Ukrainer kämpfen zu wollen, von London aus“. Auf Rückfrage durch das ZDF gab Dağdelen dann an, dass sie Johnson nicht „wörtlich“ zitieren könne, sie selbst habe mit diesen Worten nur die Maxime der britischen Regierung beschreiben wollen.
In einem Interview des Deutschlandfunks im Juli 2022 ordnete Dağdelen konkret benannte Vorkommnisse wie den Beschuss ziviler Einrichtungen oder das Massaker von Butscha nicht als Kriegsverbrechen ein, sondern sprach von „Töten und Leiden“. Zudem bezeichnete sie die NATO nicht als Verteidigungsbündnis, sondern als auf „Raumgewinn“ und „Grenzveränderung“ ausgerichtet. Die NATO habe sich eine „Feindschaft zu Russland [und China] ausgesucht“.

## Haltung zu den USA
Auf dem Bundesparteitag des BSW am 12. Januar 2025 in Bonn behauptete Dağdelen, alle anderen Parteien in Deutschland hätten einen „US-Milliardär“ als Aufpasser „an die Seite gestellt bekommen“. Sie forderte die USA auf, all ihre Soldaten und ihre Nuklearwaffen aus Deutschland abzuziehen und schloss ihre Rede mit dem Ausruf: „Ami, go home“. Dafür wurde sie von den Parteitagsdelegierten bejubelt. Die Zeit und die taz werteten ihre Äußerungen als Antiamerikanismus.

## Mitgliedschaften
Seit 1992 ist Dağdelen Mitglied in einer Gewerkschaft, seit 2001 ist dies ver.di.
Im Dezember 2007 gab Dağdelen zusammen mit drei weiteren Bundestagsabgeordneten und zwei Landtagsabgeordneten der Linken bekannt, dass sie gemeinsam in den Verein Rote Hilfe eingetreten seien. Mit Verweis auf diese Mitgliedschaft wurde Dağdelen im Oktober 2009 kurzfristig von der Talkshow Anne Will ausgeladen, für die sie als Diskutantin vorgesehen war. Laut einem Pressebericht vom Dezember 2018 war Dağdelen zu diesem Zeitpunkt nach wie vor Mitglied der Roten Hilfe. Auf Dağdelens Website wird die Rote Hilfe unter dem Punkt „Mitgliedschaften“ nicht erwähnt.

## Veröffentlichungen
- Der Fall Erdogan: Wie uns Merkel an einen Autokraten verkauft, Westend-Verlag, Frankfurt am Main 2016, ISBN 978-3-86489-156-4.
- Die Nato: Eine Abrechnung mit dem Wertebündnis, Westend-Verlag, Frankfurt am Main 2024, ISBN 978-3-86489-467-1

Dağdelen hat außerdem zahlreiche Gastbeiträge in diversen Medien veröffentlicht. Seit Februar 2024 ist sie Gastautorin im rechtspopulistischen Schweizer Wochenmagazin Die Weltwoche.

## Ehrungen und Auszeichnungen
- 2007: Deutsch-Türkischer Freundschaftspreis
- 2017: Menschenrechtspreis des Bündnisses für Soziale Gerechtigkeit und Menschenwürde (BüSGM)[52]